# Dorfkirche Kirchdorf (Sundhagen)

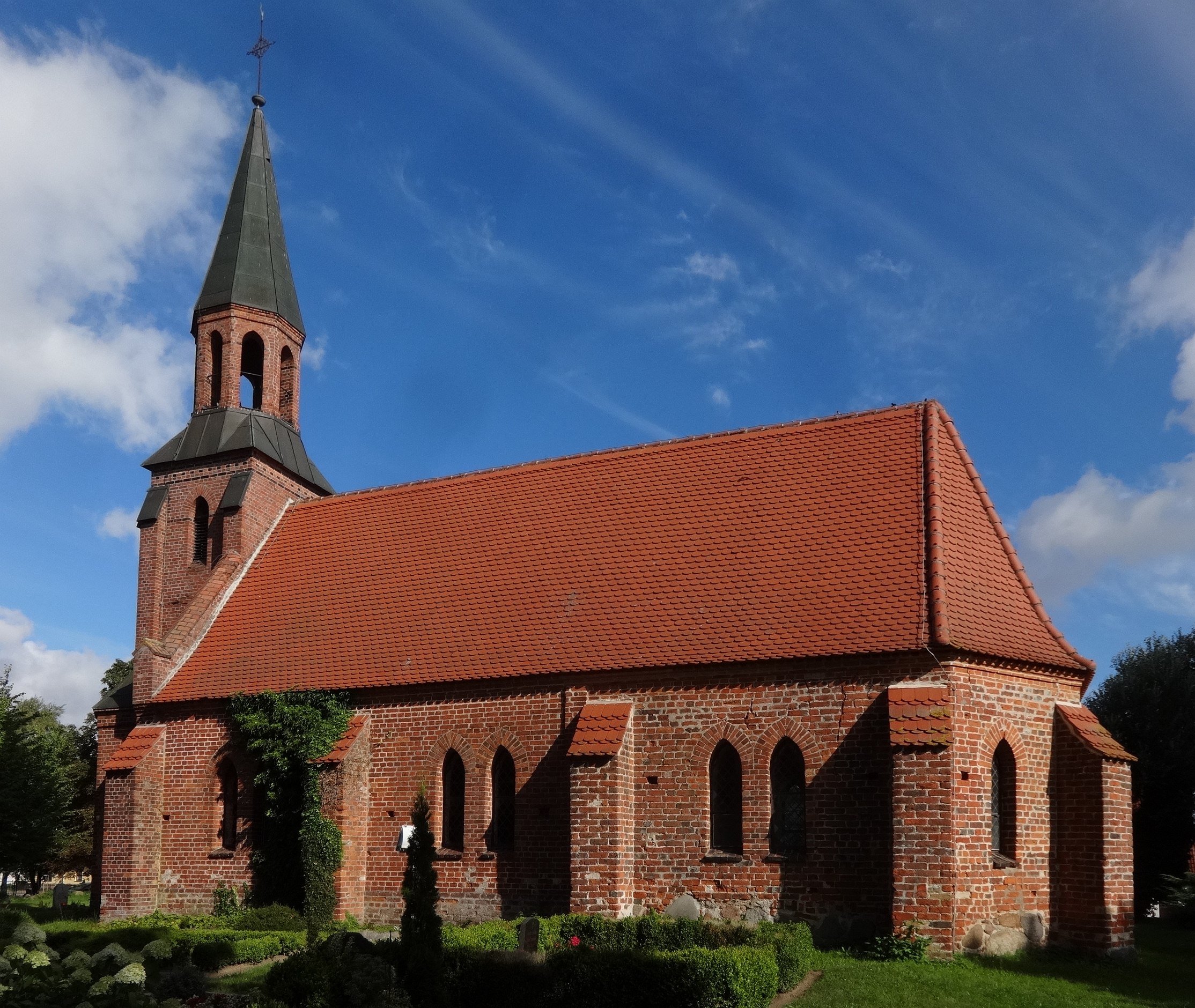
Dorfkirche Kirchdorf

Die evangelische Dorfkirche Kirchdorf ist ein Sakralbau aus dem 14. Jahrhundert in Kirchdorf, einem Ortsteil der Gemeinde Sundhagen im Landkreis Vorpommern-Rügen in Mecklenburg-Vorpommern.

## Geschichte
1396 wurde erstmals in Kirchdorf eine Kapelle erwähnt. Der Chor stammt nach den Recherchen Ernst von Haselbergs aus dem 16. Jahrhundert, während das Kirchenschiff im 17. Jahrhundert entstand. Er bezeichnet das Bauwerk in seinen Schriften als „kunstgeschichtlich ohne Bedeutung“. Ende des 19. Jahrhunderts erfolgten Umbauten im Stil der Neugotik. Weiterhin ließ die Kirchengemeinde einen Triumphbogen einbauen.

## Architektur
Das Kirchenschiff ist dreijochig mit einem rechteckigen Grundriss. Nach Osten hin schließt sich der gleich breite, nicht eingezogene und polygonale Chor an. Als Baumaterial wurde durchgängig über alle Epochen rötlicher Mauerstein verwendet. Lediglich am Sockel – und hierbei insbesondere am Chor und am östlichen Kirchenschiff – finden sich einige wenige, unbehauene und ungeschichtete Feldsteine, die von einem Vorgängerbau stammen könnten. Die nördliche und südliche Kirchenwand ist mit drei Strebepfeilern verstärkt, zwischen denen je zwei spitzbogenförmige Fenster eingelassen sind. Diese Form wurde auch an der nordöstlichen und südöstlichen Seite des Chors aufgegriffen, während an seiner Südseite eine rundbogenförmige Öffnung erkennbar ist, die jedoch zugesetzt und hell verputzt ist. Schiff und Chor sind in Höhe der Traufe mit einem umlaufenden Fries verziert. Von Haselberg gibt eine Länge von 17,98 Metern bei einer Breite von 8,17 Metern ohne Turm an. Der Westturm ist in seinem Grundriss quadratisch und gegenüber dem Kirchenschiff zurückgesetzt. Der Zugang erfolgt über ein hohes, spitzbogenförmiges Portal mit einem dreifachen Gewände aus Rundstab. Im darüber liegenden Geschoss ist an der Westseite ein flach-spitzbogenförmiges Fenster. Es folgt das Glockengeschoss mit je einer Klangarkade pro Seite, gefolgt von einer Laterne mit Spitzhelm, Turmkugel und Kreuz.

## Ausstattung
Die Ausstattung einschließlich der Westempore stammt aus dem Umbau im 19. Jahrhundert. Das Kirchengestühl entstand im 18. Jahrhundert, trägt jedoch einige geschnitzte Wangen, die auf das Jahr 1626 datiert werden konnten. Im Chor ist ein neunteiliges Rippengewölbe verbaut, während das übrige Bauwerk in seinem Innern flach gedeckt ist. Die Glocke goss Peter Barke im Jahr 1649. Sie trägt die Inschrift: IOCHIMS MEYERS IACOB DREVES PROVISORIBVS M PETER BARKE GOS MICH DIESE KLOG HORT IN DE KARCK DORPER KAPELL MP B 1 6 4 9.

## Friedhof

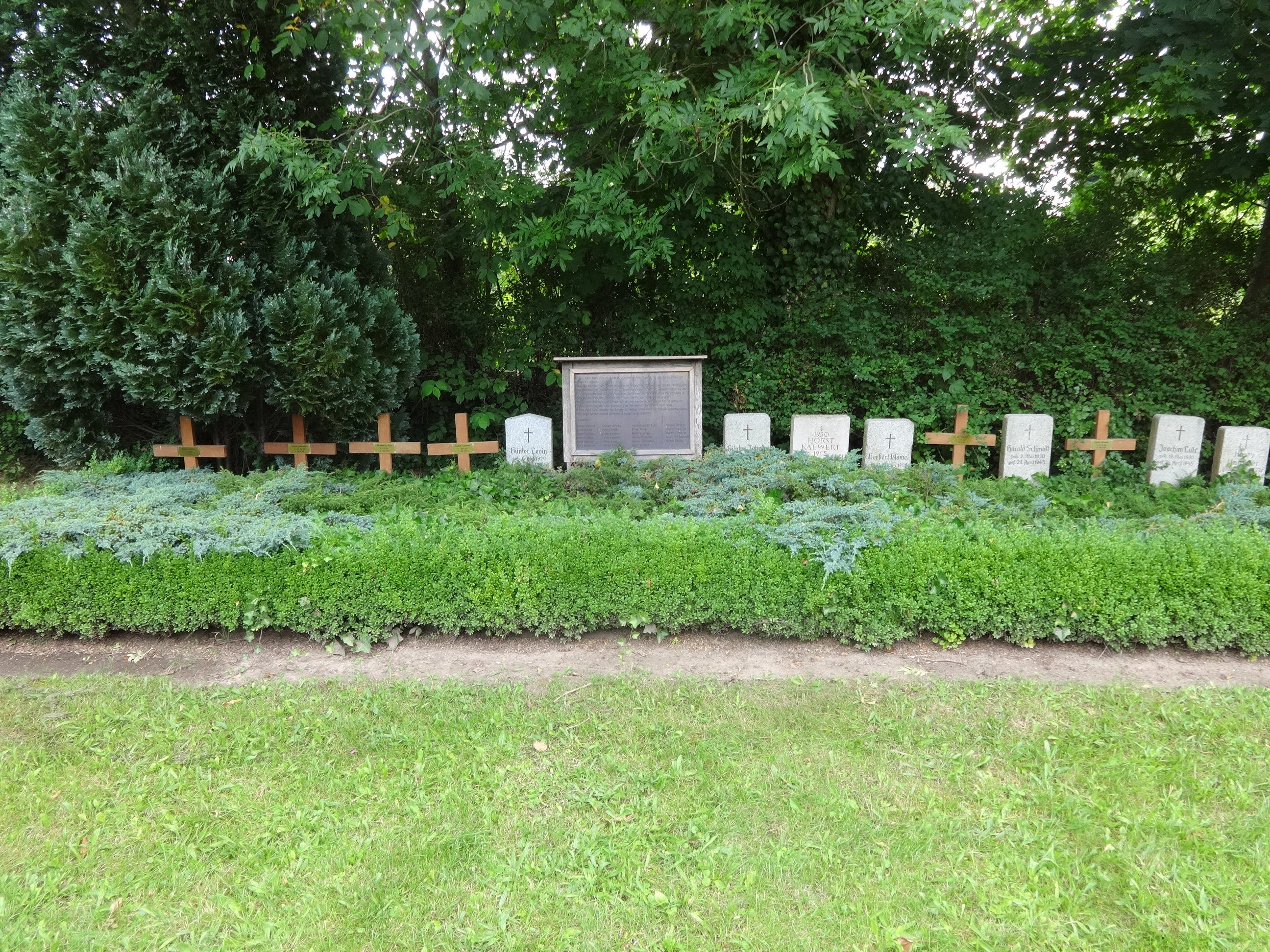
Gedenktafel und Grab für 22 Jugendliche

Auf dem umgebenden Friedhof stehen ein Grabkreuz aus dem Jahr 1828 sowie weitere gusseiserne Kreuze aus dem 19. Jahrhundert. Am östlichen Ende befindet sich eine Gedenkstätte für 22 Jugendliche. Sie starben am 26. April 1945, als eine Panzerfaust in den Händen ihres Ausbilders in einem Wehrlager im benachbarten Jeeser explodierte. Die Beisetzung fand am 28. April 1945 statt.